# Évandre
Pour les articles homonymes, voir Évandre (homonymie).
Évandre est un des héros légendaires des origines de Rome selon la tradition antique romaine, qui aurait vécu au XIIIe siècle av. J.-C.

## Traditions
Évandre, fils de Nicostrate, fut le chef de Pallantium, une colonie d'Arcadiens qui vint s'établir dans l'Italie aux environs du mont Palatin. Ce prince y apporta, avec l'agriculture, l'usage de l'écriture, et s'attira par là, et plus encore par sa sagesse, l'estime et le respect des Aborigènes qui, sans l'avoir pris pour roi, lui obéirent comme à un ami des dieux.
Évandre reçut chez lui Hercule qui l'instruisit dans les sciences. Informé par sa mère Nicostrate (qui avait un don de prophétie) qu'Hercule deviendrait un dieu, Évandre voulut être le premier à l'honorer comme une divinité, même de son vivant ; on éleva à la hâte un autel devant ce dernier, et Évandre immola, en son honneur, un jeune taureau. Par la suite, ce sacrifice fut renouvelé tous les ans sur le mont Aventin.
On prétend que c'est Évandre qui apporta en Italie le culte de la plupart des divinités des Grecs, qui institua les premiers Saliens, les Luperques et les Lupercales. Il bâtit à Cérès le premier temple sur le mont Palatin.
Avant la guerre de Troie, Évandre croise Anchise, alors enfant et plein d'admiration pour lui, alors que Priam lui-même vient visiter l'Arcadie et surtout sa sœur Hésione qui se trouve en Grèce depuis la défaite des Troyens et de leur roi Laomédon contre Hercule,.
Virgile suppose qu'il vivait encore du temps d'Énée, avec qui il fit alliance et qu'il aida de ses troupes à la tête desquelles il nomma son propre fils Pallas.
Après sa mort, Évandre fut élevé au rang d'immortel par ses sujets reconnaissants et en reçut les honneurs divins. Sa mère Nicostrate, réputée de son vivant pour son don de prophétie, fut également honorée, sous le nom de Carmenta. Quelques mythologues sont persuadés qu'Évandre, dont le règne est décrit comme une période d'âge d'or, était le personnage honoré lors des Saturnales.